# Flip (łyżwiarstwo figurowe)
Flip – skok łyżwiarski wykonywany w łyżwiarstwie figurowym w konkurencjach jazdy indywidualnej (soliści, solistki) oraz par sportowych. Należy do grupy skoków kopanych (ang. toe jumps), czyli wykonywanych poprzez odbicie z ząbków łyżwy figurowej.
Skok jest rozpoczynany z najazdu tyłem z wewnętrznej krawędzi lewej łyżwy. Wykonywany z prawej nogi po wbiciu ząbków łyżwy w lód. Niekiedy łyżwiarze zmieniają krawędź z wewnętrznej na zewnętrzną, co sprawia, że łyżwiarze skaczą nieprawidłowego lutza i jest uznawane za błąd nazywany lipa. Lądowanie flipa następuje tyłem na zewnętrzną krawędź prawej łyżwy.